# Zviadistas
Zviadistas foi um nome informal dado aos apoiadores do ex-presidente da Geórgia, Zviad Gamsakhurdia, que foi deposto e morto durante a Guerra Civil Georgiana.
O presidente Zviad Gamsakhurdia foi deposto em um sangrento golpe de Estado que destruiu o centro de Tbilisi entre 20 de dezembro de 1991 e 6 de janeiro de 1992. Os partidários de Zviad Gamsakhurdia, os zviadistas realizaram manifestações em massa contra o governo pós-golpe liderado pelo ex-líder comunista Eduard Shevardnadze em várias partes da Geórgia e organizaram grupos armados que impediram que as forças governamentais assumissem o controle de Mingrélia, a província natal do ex-presidente. As escaramuças entre as forças pró e anti-Gamsakhurdia duraram ao longo de 1992 e 1993 e evoluíram para uma guerra civil em grande escala com o retorno de Gamsakhurdia à Geórgia Ocidental em setembro de 1993. Os rebeldes zviadistas foram derrotados e Gamsakhurdia foi provavelmente assassinado em 31 de dezembro de 1993.
O corpo de Gamsakhurdia foi recuperado e sua morte foi confirmada em 15 de fevereiro de 1994.
Após a morte de Gamsakhurdia, os zviadistas nunca criaram um único partido, porém se uniram em várias organizações políticas e movimentos sociais, embora algumas continuassem a lutar contra o governo de Eduard Shevardnadze.